# ميلدريد ناتويك
ميلدريد ناتويك (بالإنجليزية: Mildred Natwick) (و. 1905 – 1994 م) هي ممثلة مسرحية، وممثلة أفلام، وممثلة تلفزيونية أمريكية، ولدت في بالتيمور، توفيت في نيويورك، عن عمر يناهز 89 عاماً، بسبب سرطان.

## التعليم
تعلمت في Bennett College (New York) ‏.

## وصلات خارجية
- ميلدريد ناتويك على موقع IMDb (الإنجليزية)
- ميلدريد ناتويك على موقع روتن توميتوز (الإنجليزية)
- ميلدريد ناتويك على موقع ألو سيني (الفرنسية)
- ميلدريد ناتويك على موقع تيرنر كلاسيك موفيز (الإنجليزية)
- ميلدريد ناتويك على موقع أول موفي (الإنجليزية)
- ميلدريد ناتويك على موقع قاعدة بيانات برودواي على الإنترنت (الإنجليزية)
- ميلدريد ناتويك على موقع قاعدة بيانات الأفلام السويدية (السويدية)
- ميلدريد ناتويك على موقع إن إن دي بي (الإنجليزية)
- ميلدريد ناتويك على موقع ديسكوغز (الإنجليزية)
- ميلدريد ناتويك على موقع قاعدة بيانات الفيلم (الإنجليزية)